# Química del organoescandio

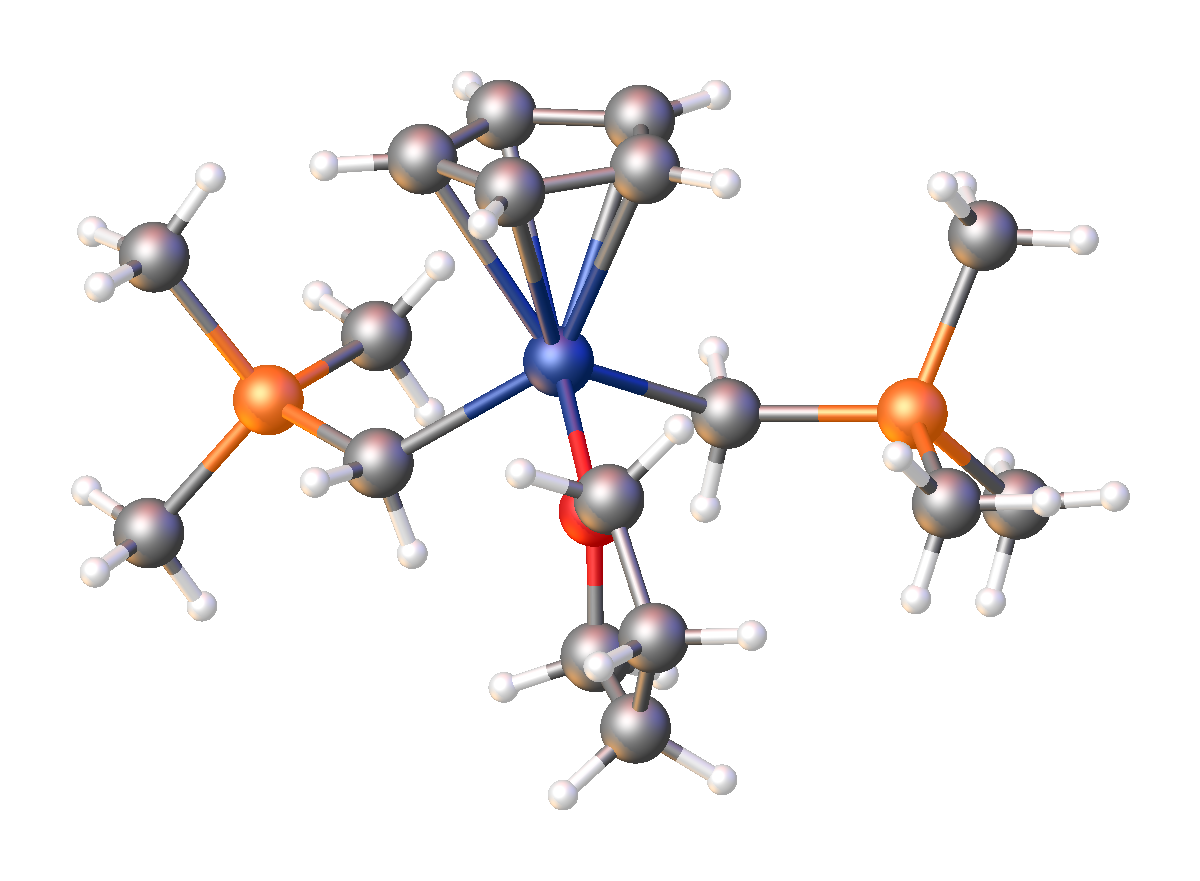
Estructura del (C_{5}H_{5}) Sc(CH_{2}tms)_{2}(thf), (tms = Si(CH_{3})_{3}, thf = tetrahidrofurano).

La química del organoscandio es un área de la química de compuestos organometálicos centrada en compuestos con al menos un enlace químico carbono-escandio. El interés por los compuestos de organoscandio es principalmente académico, pero está motivado por las posibles aplicaciones prácticas en catálisis, especialmente en la polimerización. Un precursor común es el cloruro de escandio, especialmente su complejo con tetrahidrofurano (THF).
Al igual que con los demás elementos del grupo 3 (por ejemplo, el itrio, que forma compuestos de organoitrio) y los lantánidos, el estado de oxidación dominante del escandio en los compuestos organometálicos es +3 ( configuración electrónica [Ar] 3d14s2 ). 
Los miembros de este grupo también tienen radios iónicos grandes con orbitales s, p y d vacantes (88 pm para Sc3+ comparado con 67 pm para Al3+) y como resultado se comportan como ácidos de Lewis duros y tienden a tener números de coordinación altos de 9 a 12. El enlace químico del metal al ligando es en gran medida iónico .

## Complejos ilustrativos

### Derivados del Sc (III)
Muchos compuestos de organoescandio (III) tienen al menos un ligando de tipo ciclopentadienilo. La reacción del tricloruro de escandio con dos equivalentes de ciclopentadienuro de sodio (NaCp) produce el dímero con puente de cloruro:
2 ScCl3 + 4 NaCp → [Cp2Sc(μ-Cl)]2 + 4 NaCl
El Cp3Sc es un polímero en el que un tercio de los ligandos Cp actúan como ligandos puente.
Los ligandos de ciclopentadienuro más voluminosos dan derivados de monoscandio, por ejemplo  (C5Me5)2ScCl. Los alquilos correspondientes polimerizan alquenos.  
La síntesis de un complejo de tris(alilo)escandio es análoga a los métodos anteriores e implica la reacción de ScCl3 con potasio alílico en solución de THF. El producto es Sc(C3H5)3(THF)2 , en el que dos ligandos alílicos son coordinados en configuración η3 y un ligando alílico es coordinado en configuración η1.

### Derivados del Sc (II) y Sc (I)
Se han preparado compuestos de organoescandio en estados de oxidación más bajos.  